# Variación total (náutica)

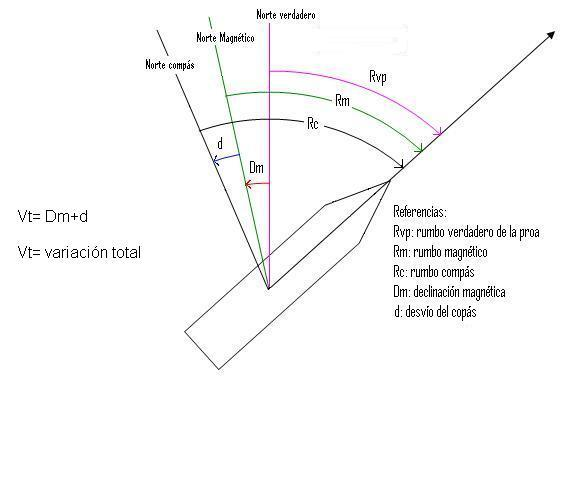
Esquema de rumbos Vp, m y c.

La variación total (Vt), en navegación, es la sumatoria de los efectos de la declinación magnética (Dm) y el desvío de aguja (Δ) o simplemente desvío (d). Los tres conveptos se relacionan por la fórmula:

{\displaystyle V_{t}=D_{m}+\Delta \,}

Así una lectura efectuada sobre el compás del buque debe corregirse por medio de la variación total para poder trazar en una carta un rumbo, una marcación o un acimut.
En el esquema de la derecha se observan los diferentes rumbos en función de los diversos orígenes de medición (esto es: Norte verdadero, magnético o compás) y su relación matemática entre ellos.

## La declinación magnética

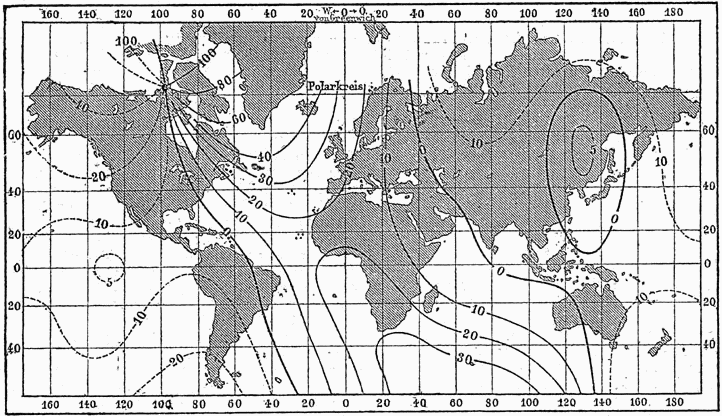
Carta Isogónica.

Es el ángulo formado entre el meridiano magnético y el meridiano geográfico del lugar. Varía en el tiempo debido al desplazamiento de los polos magnéticos terrestre y en el espacio en función de la ubicación geográfica (ver carta isogónica) . El valor está dado en las cartas náuticas para la fecha de edición y la variación anual para su actualización. Este valor debe actualizarse por la variación anual.
Es positivo si el meridiano magnético está al Este del meridiano verdadero y negativo caso contrario.
La línea que une puntos de la superficie terrestre de igual declinación magnética se denomina curva isogónica. (ver esquema)
Por más detalles ver : Declinación magnética

## El desvío del compás patrón

Esquema de un compás patrón.

Es el error del instrumento (compás). Se produce en buques de estructura metálica (ferromagnética). El campo magnético terrestre genera por inducción un campo magnético en el buque. La interacción entre ambos distorsiona la lectura e introduce este error. En embarcaciones con casco de fibra de vidrio o de madera su efecto es mínimo y puede despreciarse. Su efecto debe minimizarse mediante compensación de la aguja náutica.
En el esquema de la figura se observan los diferentes elementos para compensar el compás y reducir al mínimo el valor del desvío.
Esquema de un compás de un buque de ultramar en su bitácora de madera.
- 1- Lantías.
- 2- Esferas de Thomson
- 3- Alojamiento para imanes longitudinales.
- 4- Alojamiento para imanes trasversales.
- 5- Barra Flinders

El desvío es función del cada rumbo ya que la acción combinada del campo magnético terrestre y el generado por la estructura se potencian o anulan según el ángulo formado entre ambos.
Los buques que efectúan navegación de altura deben confeccionar una tabla de desvíos del compás patrón para conocer este error para cada rumbo verdadero de la proa (Rvp).
- Datos: Q4244709